# Хокей на зимових Олімпійських іграх 1924
Хокейний турнір на зимових Олімпійських іграх 1924 проходив з 28 січня по 3 лютого 1924 року в місті Шамоні (Франція). На попередньому етапі вісім команд виступали у двох групах. Переможці груп та команди що зайняли другі місця отримали право безпосередньо боротися за нагороди.
У рамках турніру проходив 2-й чемпіонат світу.

## Учасники
- Бельгія
- Канада
- Чехословаччина
- Франція
- Велика Британія
- Швеція
- Швейцарія
- США

## Попередній етап

### Група А
Результати
| 28 січня | Швеція         | 9:0 (3:0,3:0,3:0)    | Швейцарія      |
| 28 січня | Канада         | 30:0 (8:0,14:0,8:0)  | Чехословаччина |
| 29 січня | Канада         | 22:0 (5:0,7:0,10:0)  | Швеція         |
| 30 січня | Канада         | 33:0 (8:0,11:0,14:0) | Швейцарія      |
| 31 січня | Швеція         | 9:3 (5:1,1:1,3:1)    | Чехословаччина |
| 1 лютого | Чехословаччина | 11:2 (4:0,3:2,4:0)   | Швейцарія      |

Таблиця
| М | Команда        | І | В | Н | П | Ш     | О |
| - | -------------- | - | - | - | - | ----- | - |
| 1 | Канада         | 3 | 3 | 0 | 0 | 85:0  | 6 |
| 2 | Швеція         | 3 | 2 | 0 | 1 | 18:25 | 4 |
| 3 | Чехословаччина | 3 | 1 | 0 | 2 | 14:41 | 2 |
| 4 | Швейцарія      | 3 | 0 | 0 | 3 | 2:53  | 0 |

Скорочення: М = підсумкове місце, І = ігри, В = перемоги, Н = нічиї, П = поразки, Ш = закинуті та пропущені шайби, О = набрані очки

### Група В
Результати
| 28 січня | США             | 19:0 (9:0,6:0,4:0)  | Бельгія         |
| 29 січня | Франція         | 2:15 (1:5,1:3,0:7)  | Велика Британія |
| 30 січня | Велика Британія | 19:3 (8:1,6:1,5:1)  | Бельгія         |
| 30 січня | Франція         | 0:22 (0:12,0:1,0:9) | США             |
| 31 січня | Франція         | 7:5 (3:3,3:1,1:1)   | Бельгія         |
| 31 січня | США             | 11:0 (6:0,2:0,3:0)  | Велика Британія |

Таблиця
| М | Команда         | І | в | Н | П | Ш     | О |
| - | --------------- | - | - | - | - | ----- | - |
| 1 | США             | 3 | 3 | 0 | 0 | 52:0  | 6 |
| 2 | Велика Британія | 3 | 2 | 0 | 1 | 34:16 | 4 |
| 3 | Франція         | 3 | 1 | 0 | 2 | 9:42  | 2 |
| 4 | Бельгія         | 3 | 0 | 0 | 3 | 8:45  | 0 |

Скорочення: М = підсумкове місце, І = ігри, В = перемоги, Н = нічиї, П = поразки, Ш = закинуті та пропущені шайби, О = набрані очки

## Фінальний раунд
У фінальному раунді враховуються матчі зіграні між командами на попередньому етапі в групах.
Результати
| 1 лютого | Канада          | 19:2 (6:2,6:0,7:0) | Велика Британія |
| 1 лютого | США             | 20:0 (5:0,7:0,8:0) | Швеція          |
| 2 лютого | Велика Британія | 4:3 (0:1,2:2,2:0)  | Швеція          |
| 3 лютого | Канада          | 6:1 (2:1,3:0,1:0)  | США             |

Підсумкова таблиця
| М | Команда         | І | Пер | Н | Пор | Ш    | О |
| - | --------------- | - | --- | - | --- | ---- | - |
| 1 | Канада          | 3 | 3   | 0 | 0   | 47:3 | 6 |
| 2 | США             | 3 | 2   | 0 | 1   | 32:6 | 4 |
| 3 | Велика Британія | 3 | 1   | 0 | 2   | 6:33 | 2 |
| 4 | Швеція          | 3 | 0   | 0 | 3   | 3:46 | 0 |

## Чемпіонат світу (призери)
| Медаль | Збірна          |
| Золото | Канада          |
| Срібло | США             |
| Бронза | Велика Британія |